# Шельтен
Шельтен (нім. Schelten) — громада  в Швейцарії в кантоні Берн, адміністративний округ Бернська Юра.

## Географія
Громада розташована на відстані близько 45 км на північ від Берна.
Шельтен має площу 5,6 км², з яких на 2% дозволяється будівництво (житлове та будівництво доріг), 38,6% використовуються в сільськогосподарських цілях, 59,2% зайнято лісами, 0,2% не є продуктивними (річки, льодовики або гори).

## Демографія
2019 року в громаді мешкало 35 осіб (-14,6% порівняно з 2010 роком), іноземців було 5,7%. Густота населення становила 6 осіб/км².
За віковим діапазоном населення розподілялося таким чином: 17,1% — особи молодші 20 років, 65,7% — особи у віці 20—64 років, 17,1% — особи у віці 65 років та старші. Було 14 помешкань (у середньому 2,4 особи в помешканні).